# Petäjävesi
Petäjävesi [ˈpɛtæjævɛsi] ist eine Gemeinde in Mittelfinnland mit 3651 Einwohnern (Stand 31. Dezember 2022). Sie liegt rund 30 km westlich von Jyväskylä. Außer dem Gemeindezentrum gehören zu Petäjävesi noch die Dörfer Kintaus, Kuivasmäki, Kumpujärvi, Rukoila, Piesala, Metsäkulma und Kukkaro.
Hauptsehenswürdigkeit der Gemeinde ist die 1763–1765 errichtete Holzkirche von Petäjävesi, die zur UNESCO-Liste des Weltkulturerbes gehört.

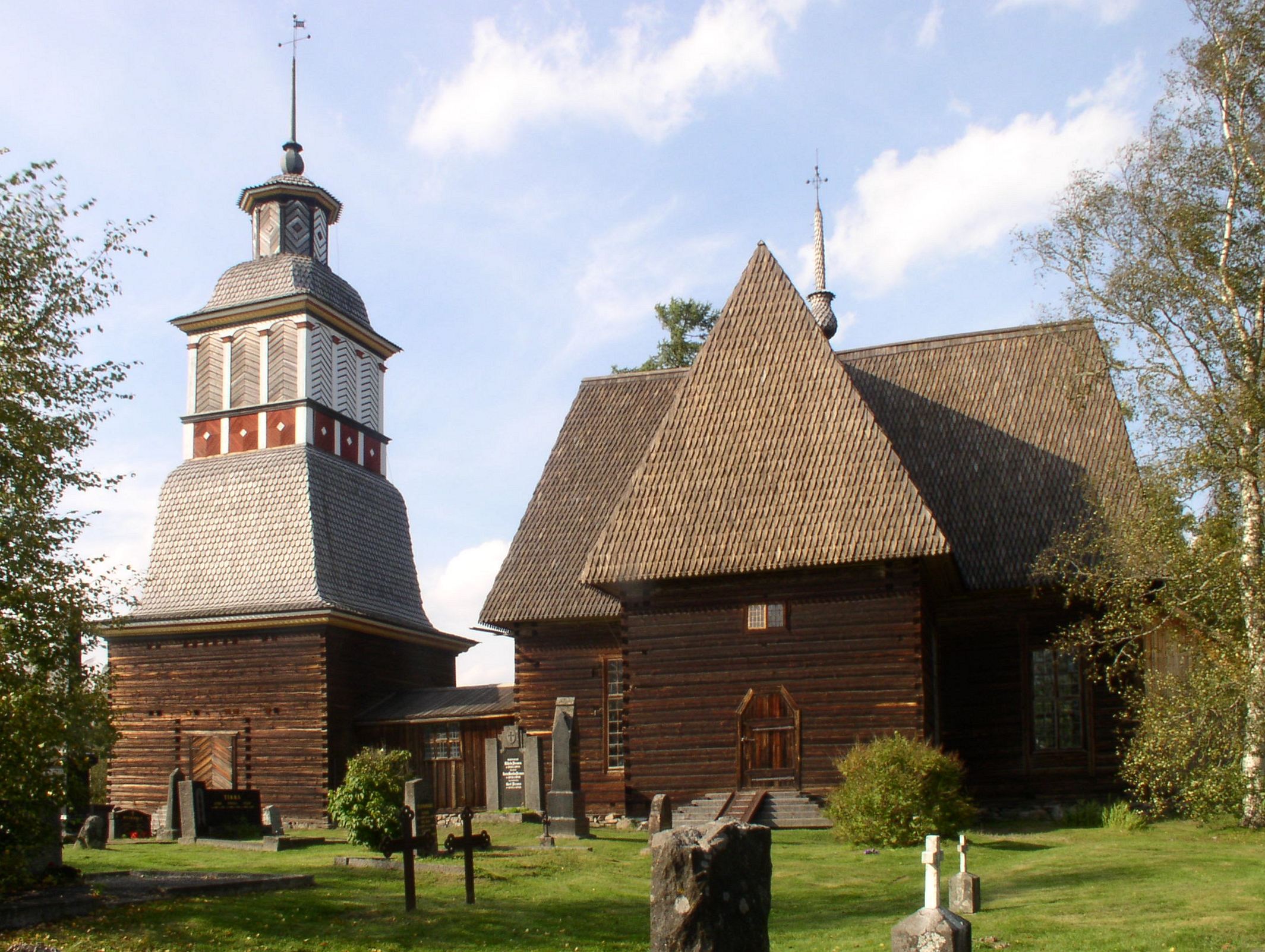
Holzkirche von Petäjävesi

## Politik
Wie in den meisten ländlichen Gegenden Finnlands ist in Petäjävesi die Zentrumspartei die stärkste Partei. Bei der Kommunalwahl 2008 erhielt sie 45,5 % der Stimmen. Im Gemeinderat, der höchsten Entscheidungsinstanz bei lokalen Angelegenheiten, stellt sie zehn von 21 Abgeordneten. Zweitgrößte Fraktion sind die Sozialdemokraten mit vier Sitzen, gefolgt von der konservativen Nationalen Sammlungspartei mit drei Mandaten. Weiterhin im Gemeinderat vertreten sind die Christdemokraten mit zwei Sitzen sowie das  Linksbündnis und der Grüne Bund mit je einem Sitz.
| Partei                    | Wahlergebnis 2008 | Sitze |
| ------------------------- | ----------------- | ----- |
| Zentrumspartei            | 45,5 %            | 10    |
| Sozialdemokraten          | 18,3 %            | 4     |
| Nationale Sammlungspartei | 14,7 %            | 3     |
| Christdemokraten          | 10,3 %            | 2     |
| Grüner Bund               | 6,6 %             | 1     |
| Linksbündnis              | 4,5 %             | 1     |

## Persönlichkeiten
- Eemil Helander (* 2001), Langstreckenläufer